# Purpuricenus quadrinotatus
Purpuricenus quadrinotatus là một loài bọ cánh cứng trong họ Cerambycidae.